# Список подружек месяца Playboy
Список моделей, которые появились в американском издании журнала Playboy и были названы «Подружками месяца» (англ. Playmate of the Month, PMOM) с декабря 1953 по 2021 год.

## Список
Примечание: Цветом   обозначены модели, ставшие позднее подружками года. Первой официальной подружкой года стала Эллен Страттон (англ. Ellen Stratton).

### 1950-е годы
| Год  | Январь               | Февраль        | Март               | Апрель         | Май            | Июнь              | Июль            | Август         | Сентябрь        | Октябрь                | Ноябрь          | Декабрь        |
| ---- | -------------------- | -------------- | ------------------ | -------------- | -------------- | ----------------- | --------------- | -------------- | --------------- | ---------------------- | --------------- | -------------- |
| 1953 | —                    | —              | —                  | —              | —              | —                 | —               | —              | —               | —                      | —               | Мэрилин Монро  |
| 1954 | Марджи Харрисон      | Маргарет Скотт | Долорес дель Монте | Мэрилин Вальц  | Джоанн Арнольд | Марджи Харрисон   | Нева Гилберт    | Арлин Хантер   | Джеки Рейнбоу   | Мэделин Касл           | Дайан Хантер    | Терри Райан    |
| 1955 | Бетти Пейдж          | Джейн Мэнсфилд | нет                | Мэрилин Вальц  | Маргерит Эмпи  | Ив Мейер          | Джанет Пилгрим  | Пэт Лоулер     | Энн Флеминг     | Джин Мурхед            | Барбара Кэмерон | Джанет Пилгрим |
| 1956 | Линн Тёрнер          | Маргерит Эмпи  | Мэриан Стаффорд    | Расти Фишер    | Мэрион Скотт   | Глория Уокер      | Элис Денем      | Джонни Найсли  | Эльза Соренсен  | Джанет Пилгрим         | Бетти Блу       | Лиза Винтерс   |
| 1957 | Джун Блэр            | Салли Тодд     | Сандра Эдвардс     | Глория Виндзор | Доун Ричард    | Кэрри Радисон     | Джин Джани      | Долорес Донлон | Жаклин Прескотт | Коллин Фэррингтон      | Марлин Каллахан | Линда Варгас   |
| 1958 | Элизабет Энн Робертс | Шерил Куберт   | Зара Норбо         | Фелисия Аткинс | Лари Лейн      | Джуди Ли Томерлин | Линне Альстранд | Мирна Уэбер    | Тери Хоуп       | Мара Кордэй и Пэт Шиэн | Джоан Стэйли    | Джойс Ниццари  |
| 1959 | Вирджиния Гордон     | Элинор Брэдли  | Одри Дастон        | Нэнси Кроуфорд | Синди Фуллер   | Мэрилин Ханольд   | Иветт Викерс    | Клэр Питерс    | Марианн Габа    | Элейн Рейнольдс        | Донна Линн      | Эллен Страттон |

### 1960-е годы
| Год  | Январь         | Февраль              | Март              | Апрель         | Май              | Июнь             | Июль            | Август         | Сентябрь           | Октябрь           | Ноябрь            | Декабрь        |
| ---- | -------------- | -------------------- | ----------------- | -------------- | ---------------- | ---------------- | --------------- | -------------- | ------------------ | ----------------- | ----------------- | -------------- |
| 1960 | Стелла Стивенс | Сьюзи Скотт          | Салли Сарелл      | Линда Гэмбл    | Джинджер Янг     | Делорес Уэллс    | Тедди Смит      | Элейн Пол      | Энн Дэвис          | Кэти Дуглас       | Джони Маттис      | Кэрол Иден     |
| 1961 | Конни Купер    | Барбара Энн Лоуфорд  | Тоня Крюс         | Нэнси Нильсен  | Сьюзан Келли     | Хейди Бекер      | Шерали Коннерс  | Карен Томпсон  | Криста Спек        | Джин Кэннон       | Дайанн Дэнфорд    | Линн Кэрролл   |
| 1962 | Мерл Пертиль   | Кари Кнудсен         | Памела Энн Гордон | Роберта Лэйн   | Марья Картер     | Мерисса Матс     | Унне Терьесен   | Джен Робертс   | Микки Винтерс      | Лора Янг          | Авис Кимбл        | Джун Кокран    |
| 1963 | Джуди Монтерей | Тони Энн Томас       | Эдриенн Моро      | Сандра Сеттани | Шэрон Синтрон    | Конни Мейсон     | Кэрри Энрайт    | Филлис Шервуд  | Виктория Валентина | Кристин Уильямс   | Терри Такер       | Донна Мишель   |
| 1964 | Шэрон Роджерс  | Нэнси Джо Хупер      | Нэнси Скотт       | Эшлин Мартин   | Терри Кимболл    | Лори Уинстон     | Мельба Огл      | Чайна Ли       | Астрид Шульц       | Розмари Хиллкрест | Кай Брендлингер   | Джо Коллинз    |
| 1965 | Салли Дуберсон | Джессика Сент-Джордж | Дженнифер Джексон | Сью Уильямс    | Мария Макбейн    | Хеди Скотт       | Гей Колльер     | Лэнни Балком   | Пэтти Рейнольдс    | Эллисон Паркс     | Пэт Руссо         | Дина Уиллис    |
| 1966 | Джуди Тайлер   | Мелинда Виндзор      | Присцилла Райт    | Карла Конуэй   | Долли Рид        | Келли Бёрк       | Тиш Говард      | Сьюзан Денберг | Дайанн Чандлер     | Линда Мун         | Лиза Бейкер       | Сьюзан Бернард |
| 1967 | Суррей Марш    | Ким Фарбер           | Фрэн Джерард      | Гвен Вонг      | Энн Рэндолл      | Джои Гибсон      | Хизер Райан     | Деде Линд      | Анджела Дориан     | Рейган Уилсон     | Кая Кристиан      | Линн Винчелл   |
| 1968 | Конни Крески   | Нэнси Харвуд         | Мишель Гамильтон  | Гэй Ренни      | Элизабет Джордан | Бритт Фредриксен | Мелоди Прентисс | Гейл Олсон     | Дрю Харт           | Майкен Хаугедал   | Пейдж Янг         | Синтия Майерс  |
| 1969 | Лесли Бьянчини | Лорри Менкони        | Кэти Макдональд   | Лорна Хоппер   | Салли Шеффилд    | Хелена Антоначчо | Нэнси Макнил    | Дебби Хупер    | Шей Кнут           | Джин Белл         | Клаудия Дженнингс | Глория Рут     |

### 1970-е годы
| Год  | Январь            | Февраль         | Март              | Апрель              | Май                     | Июнь           | Июль            | Август          | Сентябрь          | Октябрь                 | Ноябрь          | Декабрь         |
| ---- | ----------------- | --------------- | ----------------- | ------------------- | ----------------------- | -------------- | --------------- | --------------- | ----------------- | ----------------------- | --------------- | --------------- |
| 1970 | Джилл Тейлор      | Линда Форсайт   | Крис Корен        | Барбара Хиллари     | Дженнифер Лиано         | Элейн Мортон   | Кэрол Уиллис    | Шэрон Кларк     | Дебби Эллисон     | Мэдлин и Мэри Коллинсон | Авис Миллер     | Кэрол Имхоф     |
| 1971 | Лив Линделенд     | Вилли Рей       | Синтия Холл       | Крис Крэнстон       | Дженис Пеннингтон       | Лиеко Инглиш   | Хизер Ван Эвери | Кэти Роуленд    | Кристал Смит      | Клэр Рембо              | Даниэль де Вабр | Карен Кристи    |
| 1972 | Мэрилин Коул      | Пи Джей Лансинг | Эллен Майклз      | Вики Питерс         | Дина Бейкер             | Дебби Дэвис    | Кэрол О'Нил     | Линда Саммерс   | Сьюзан Миллер     | Шэрон Йохансен          | Ленна Шьёблом   | Мерси Руни      |
| 1973 | Мики Гарсия       | Синди Вуд       | Бонни Лардж       | Джули Вудсон        | Анулька Дзюбинская      | Рути Росс      | Марта Смит      | Филлис Коулман  | Джери Гласс       | Валери Лэйн             | Моника Тидвелл  | Кристин Мэддокс |
| 1974 | Нэнси Кэмерон     | Франсин Паркс   | Памела Зинцер     | Марлен Морроу       | Мэрилин Лэнг            | Сэнди Джонсон  | Кэрол Витале    | Джин Мэнсон     | Кристин Хэнсон    | Эстер Корде             | Биби Бьюэлл     | Дженис Реймонд  |
| 1975 | Линда Кимболл     | Лаура Миш       | Ингеборг Соренсен | Виктория Каннингем  | Бриджит Роллинз         | Азизи Джохари  | Линн Шиллер     | Лиллиан Мюллер  | Месина Миллер     | Джилл де Врис           | Джанет Лупо     | Нэнси Ли Брэнди |
| 1976 | Дайна Хауз        | Лора Лайонс     | Энн Пеннингтон    | Дениз Мишель        | Патрисия Марго Макклейн | Дебра Питерсон | Дебора Боркман  | Линда Битти     | Уитни Кейн        | Хоуп Олсон              | Пэтти Макгуайр  | Карен Хафтер    |
| 1977 | Сьюзан Линн Кигер | Стар Стоу       | Ники Томас        | Лиза Сом            | Шейла Маллен            | Вирве Рид      | Сондра Теодор   | Джулия Линдон   | Дебра Джо Фондрен | Кристин Уиндер          | Рита Ли         | Эшли Кокс       |
| 1978 | Дебра Дженсен     | Янис Шмитт      | Кристина Смит     | Памела Джин Брайант | Кэтрин Моррисон         | Гейл Стэнтон   | Карен Мортон    | Вики Витт       | Розанна Катон     | Марси Хэнсон            | Моник Сент-Пьер | Джанет Квист    |
| 1979 | Кэнди Ловинг      | Ли Энн Мишель   | Дениз Макконнелл  | Мисси Кливленд      | Мишель Дрейк            | Луанн Фернальд | Дороти Мейс     | Дороти Страттен | Вики Маккарти     | Урсула Бухфельнер       | Сильви Гарант   | Кэндис Коллинз  |

### 1980-е годы
| Год  | Январь            | Февраль            | Март            | Апрель                | Май                  | Июнь             | Июль              | Август           | Сентябрь                    | Октябрь           | Ноябрь          | Декабрь            |
| ---- | ----------------- | ------------------ | --------------- | --------------------- | -------------------- | ---------------- | ----------------- | ---------------- | --------------------------- | ----------------- | --------------- | ------------------ |
| 1980 | Гиг Гангель       | Сэнди Кейгл        | Анриетта Алле   | Лиз Глазовски         | Марта Томсен         | Ола Рэй          | Тери Питерсон     | Виктория Кук     | Лиза Уэлч                   | Марди Жаке        | Джина Томасино  | Терри Уэллс        |
| 1981 | Карен Прайс       | Вики Линн Лассетер | Кимберли Херрин | Лоррейн Майклз        | Джина Голдберг       | Кэти Лармут      | Хейди Соренсон    | Дебби Бустром    | Сьюзан Смит                 | Келли Таф         | Шеннон Твид     | Патрисия Фаринелли |
| 1982 | Кимберли Макартур | Энн-Мари Фокс      | Карен Виттер    | Линда Рис Вон         | Ким Малин            | Лурдес Эсторес   | Линда Висмайер    | Кэти Сент-Джордж | Конни Брайтон               | Марианна Граватте | Марлен Янссен   | Шарлотта Кемп      |
| 1983 | Лонни Чин         | Мелинда Мейс       | Алана Соарес    | Кристина Фергюсон     | Сьюзи Скотт Крабахер | Иоланда Эггер    | Рут Гуэрри        | Карина Перссон   | Барбара Эдвардс             | Трейси Ваккаро    | Вероника Гамба  | Терри Нихен        |
| 1984 | Пенни Бейкер      | Жюстин Грейнер     | Дона Спейр      | Леса Энн Педриана     | Пэтти Даффек         | Триша Лэнг       | Лиз Стюарт        | Сюзи Шотт        | Кимберли Эвенсон            | Деби Джонсон      | Роберта Васкес  | Карен Велес        |
| 1985 | Джоан Беннетт     | Чери Виттер        | Донна Смит      | Синди Брукс           | Кэти Шауэр           | Девин Де Васкес  | Хоуп Мари Карлтон | Шер Батлер       | Венис Конг                  | Синтия Бримхолл   | Памела Сондерс  | Кэрол Фикатье      |
| 1986 | Шерри Арнетт      | Джули Маккалло     | Ким Моррис      | Тери Вайгель          | Кристин Рихтерс      | Ребекка Ферратти | Линн Остин        | Ава Фабиан       | Ребекка Армстронг           | Кэтрин Хушоу      | Донна Эдмондсон | Лори Карр          |
| 1987 | Луанн Ли          | Джули Питерсон     | Марина Бейкер   | Анна Кларк            | Кимберли Пейдж       | Сэнди Гринберг   | Кармен Берг       | Шарри Конопски   | Гвен Хайек                  | Брэнди Брандт     | Памела Стайн    | Индия Аллен        |
| 1988 | Кимберли Конрад   | Кэри Кеннелл       | Сьюзи Оуэнс     | Элоиза Броуди         | Диана Ли             | Эмили Арт        | Терри Линн Досс   | Хелле Михальсен  | Лора Ричмонд                | Шеннон Лонг       | Пиа Рейес       | Ката Карккайнен    |
| 1989 | Фавна Макларен    | Симона Иден        | Лори Вуд        | Дженнифер Лин Джексон | Моник Ноэль          | Тоуни Кэбл       | Эрика Элениак     | Джианна Амур     | Карин и Мирьям ван Брешотен | Карен Фостер      | Рени Тенисон    | Петра Веркайк      |

### 1990-е годы
| Год  | Январь             | Февраль            | Март                | Апрель            | Май              | Июнь             | Июль               | Август             | Сентябрь        | Октябрь            | Ноябрь           | Декабрь             |
| ---- | ------------------ | ------------------ | ------------------- | ----------------- | ---------------- | ---------------- | ------------------ | ------------------ | --------------- | ------------------ | ---------------- | ------------------- |
| 1990 | Пегги Макинтаггарт | Памела Андерсон    | Дебора Дриггс       | Лиза Мэттьюз      | Тина Бократ      | Бонни Марино     | Жаклин Шин         | Мелисса Эвридж     | Керри Кендалл   | Бриттани Йорк      | Лоррейн Оливия   | Морган Фокс         |
| 1991 | Стейси Ли Артур    | Кристи Том         | Джули Кларк         | Кристина Лирдини  | Кэрри Джин Язель | Саския Линссен   | Венди Кэй          | Коринна Харни      | Саманта Дорман  | Шерил Бахман       | Тоня Кристенсен  | Венди Гамильтон     |
| 1992 | Сьюзи Симпсон      | Таня Бейер         | Тайлин Джон         | Кэди Кантрелл     | Анна Николь Смит | Анджела Мелини   | Аманда Хоуп        | Эшли Аллен         | Морена Корвин   | Тиффани Слоун      | Стефани Адамс    | Барбара Мур         |
| 1993 | Эхо Джонсон        | Дженнифер Лерой    | Кимберли Донли      | Николь Вуд        | Эльке Йейнсен    | Алеша Орескович  | Лейса Шеридан      | Дженнифер Лавуа    | Кэрри Уэсткотт  | Дженни Маккарти    | Джулианна Янг    | Арлин Бакстер       |
| 1994 | Анна-Мари Годдард  | Джули Линн Сиалини | Нерия Дэвис         | Бекки Делоссантос | Шэй Маркс        | Элан Картер      | Трейси Адель       | Мария Чека         | Келли Галлахер  | Виктория Здрок     | Донна Перри      | Элиза Бриджес       |
| 1995 | Мелисса Холлидей   | Лиза Мари Скотт    | Стейси Санчес       | Данелль Фольта    | Синтия Браун     | Ронда Адамс      | Хейди Марк         | Рэйчел Джин Мартин | Донна Д’Эррико  | Алисия Риктер      | Холли Уитт       | Саманта Торрес      |
| 1996 | Виктория Фуллер    | Кона Кармак        | Присцилла Тейлор    | Джиллиан Боннер   | Шон Сэнд         | Карин Тейлор     | Эйнджел Борис      | Джессика Ли        | Дженнифер Аллан | Надин Чанс         | Ульрика Эрикссон | Виктория Сильвстедт |
| 1997 | Джейми Феррелл     | Кимбер Уэст        | Дженнифер Мириам    | Келли Монако      | Линн Томас       | Кэрри Стивенс    | Дафни Линн Дюплекс | Калин Олсон        | Никки Шиллер    | Лейла Робертс      | Инга Дроздова    | Карен Макдугал      |
| 1998 | Хизер Козар        | Джулия Шульц       | Марлис Андрада      | Холли Джоан Харт  | Дина Брукс       | Мария Луиза Гиль | Лиза Дерган        | Анджела Литтл      | Ванесса Глисон  | Лора Ковер         | Тиффани Тейлор   | сёстры Дам          |
| 1999 | Джейми Бергман     | Стейси Мари Фьюсон | Александрия Карлсен | Наталья Соколова  | Тишара Кузино    | Кимберли Спайсер | Дженнифер Роверо   | Ребекка Скотт      | Кристи Клайн    | Джоди Энн Патерсон | Кара Вакелин     | Брук Ричардс        |

### 2000-е годы
| Год  | Январь                  | Февраль           | Март              | Апрель               | Май                 | Июнь            | Июль               | Август            | Сентябрь         | Октябрь          | Ноябрь        | Декабрь                         |
| ---- | ----------------------- | ----------------- | ----------------- | -------------------- | ------------------- | --------------- | ------------------ | ----------------- | ---------------- | ---------------- | ------------- | ------------------------------- |
| 2000 | Кэрол и Дарлин Бернаола | Сюзанна Стоукс    | Николь Мари Ленц  | Бранд Родерик        | Брук Берри          | Шеннон Стюарт   | Нефертери Шепард   | Саммер Элтис      | Керисса Фэр      | Николь Ван Крофт | Баффи Тайлер  | Кара Мишель                     |
| 2001 | Ирина Воронина          | Лорен Мишель Хилл | Мириам Гонсалес   | Кэти Ломанн          | Криста Николь       | Хизер Спайтек   | Кимберли Стэнфилд  | Дженнифер Уолкотт | Далин Кертис     | Стефани Генрих   | Линдси Вуоло  | Шэнна Моуклер                   |
| 2002 | Николь Нарейн           | Анка Роменски     | Тина Джордан      | Хизер Кэролин        | Кристи Шейк         | Мишель Роджерс  | Лорен Андерсон     | Кристина Сантьяго | Шаллан Мейерс    | Тери Харрисон    | Серрия Таван  | Лани Тодд                       |
| 2003 | Ребекка Рамос           | Чарис Бойл        | Пенелопа Хименес  | Кармелла Десезар     | Лори Феттер         | Тейлор Джеймс   | Маркета Янская     | Коллин Мари       | Люси Виктория    | Одра Линн        | Дивини Рэй    | Дэйзи и Сара Телес              |
| 2004 | Коллин Шеннон           | Алия Вульф        | Сандра Хабби      | Криста Келли         | Николь Уайтхед      | Хироми Осима    | Стефани Глассон    | Пилар Ластра      | Скарлетт Киган   | Кимберли Холланд | Кара Завалета | Тиффани Фэллон                  |
| 2005 | Дестини Дэвис           | Эмбер Кампизи     | Джиллиан Грейс    | Кортни Рэйчел Калкин | Джейми Вестенхайзер | Кара Монако     | Киана Чейз         | Тамара Уитмер     | Ванесса Хелшер   | Аманда Пейдж     | Ракель Гибсон | Кристин Смит                    |
| 2006 | Афина Лундберг          | Кассандра Линн    | Моника Ли         | Холли Энн Дорроу     | Элисон Уэйт         | Стефани Ларимор | Сара Джин Андервуд | Николь Восс       | Джанин Хабек     | Джордан Монро    | Сара Элизабет | Киа Дрейтон                     |
| 2007 | Джейд Николь            | Хизер Рене Смит   | Тиран Ричард      | Джулиана Марино      | Шеннон Джеймс       | Бриттани Бингер | Тиффани Селби      | Тамара Скай       | Патрис Холлис    | Спенсер Скотт    | Линдси Вагнер | Саския Порто                    |
| 2008 | Сандра Нильссон         | Мишель Маклафлин  | Ида Юнгквист      | Реджина Дьютингер    | Эй Джей Александер  | Джульетт Фретте | Лора Крофт         | Кайла Коллинз     | Валери Мейсон    | Келли Кэррингтон | Грейс Ким     | Дженнифер и Натали Джо Кэмпбелл |
| 2009 | Даша Астафьева          | Джессика Бурсиага | Дженнифер Першинг | Хоуп Дворачик        | Кристал Маккахилл   | Кэндис Кэссиди  | Карисса Шеннон     | Кристина Шеннон   | Кимберли Филлипс | Линдси Эванс     | Келли Томпсон | Кристал Харрис                  |

### 2010-е годы
| Год  | Январь                | Февраль        | Март           | Апрель            | Май               | Июнь             | Июль               | Август              | Сентябрь        | Октябрь               | Ноябрь            | Декабрь            |
| ---- | --------------------- | -------------- | -------------- | ----------------- | ----------------- | ---------------- | ------------------ | ------------------- | --------------- | --------------------- | ----------------- | ------------------ |
| 2010 | Джейми Фейт Эдмондсон | Хизер Рэй Янг  | Кира Милан     | Эми Ли Эндрюс     | Кэсси Лин Логсдон | Кэти Вернола     | Шанна Маклафлин    | Франческа Фриго     | Оливия Пейдж    | Клэр Синклер          | Шера Бечард       | Эшли Хоббс         |
| 2011 | Анна София Берглунд   | Кайли Джонсон  | Эшли Мэттингли | Жаклин Сведберг   | Саша Бонилова     | Мэй-Линг Лам     | Джесса Линн Хинтон | Ирина Иванова       | Тиффани Тот     | Аманда Черни          | Сиара Прайс       | Рэйни Дэй Джордан  |
| 2012 | Хизер Нокс            | Леола Белл     | Лиза Зейфферт  | Ракель Помплун    | Никки Ли          | Амелия Талон     | Шелби Чеснес       | Бет Уильямс         | Алана Кампос    | Памела Хортон         | Британи Нола      | Аманда Стрейч      |
| 2013 | Карина Мари           | Шон Диллон     | Эшли Дорис     | Джаслин Ом        | Кристен Николь    | Одри Алин Аллен  | Алисса Арс         | Вэл Кейл            | Брайана Ноэль   | Карли Лорен           | Джемма Ли Фаррелл | Кеннеди Саммерс    |
| 2014 | Роос ван Монфорт      | Аманда Бут     | Бритт Линн     | Шенис Джордин     | Дэни Мэзерс       | Джессика Эшли    | Эмили Агнс         | Мэгги Мэй           | Стефани Брэнтон | Роксанна Джун         | Джиа Мари         | Элизабет Острандер |
| 2015 | Бриттни Уорд          | Кейсли Коллинз | Челси Арин     | Александра Тайлер | Бриттани Бруссо   | Кайлия Кассандра | Кайла Рэй Рид      | Доминик Джейн       | Моника Симс     | Ана Чери              | Рэйчел Харрис     | Юджина Вашингтон   |
| 2016 | Эмберли Уэст          | Кристи Гаретт  | Дри Хемингуэй  | Камиль Роу        | Брук Пауэр        | Джози Кансеко    | Али Майкл          | Валери ван дер Граф | Келли Гейл      | Элли Сильва           | Эшли Смит         | Энико Михалик      |
| 2017 | Бриджит Малкольм      | Джой Корриган  | Элизабет Элам  | Нина Даниэль      | Лада Кравченко    | Эльси Хьюитт     | Дана Тейлор        | Лиза Кей            | Джессика Уолл   | Милан Диксон          | Инес Ро           | Элли Леггетт       |
| 2018 | Кайла Гарвин          | Меган Сампери  | Дженни Уотвуд  | Нерейда Бёрд      | Шона Секстон      | Кассандра Доун   | Валерия Лахина     | Лорена Медина       | Кирби Гриффин   | Ольга де Мар          | Шелби Роуз        | Джордан Эмануэль   |
| 2019 | Вендела Линдблом      | Меган Мур      | Мики Хамано    | Фо Портер         | Эбигейл О’Нилл    | Йоли Лара        | Тила Лару          | Джина Росеро        | Софи О’Нил      | Хильда Диас Пиментель | Джиллиан Чан      | Джорди Мюррей      |

### 2020-е годы
| Год  | Январь        | Февраль      | Март               | Апрель     | Май          | Июнь                  | Июль              | Август     | Сентябрь         | Октябрь              | Ноябрь             | Декабрь   |
| ---- | ------------- | ------------ | ------------------ | ---------- | ------------ | --------------------- | ----------------- | ---------- | ---------------- | -------------------- | ------------------ | --------- |
| 2020 | Райли Тикотин | Часити Сэмон | Анита Патхаммавонг | Марша Элль | Саванна Смит | Алисия Лорайна Оливас | Присцилла Хаггинс | Али Миттон | Даниэль Алькарас | Каролина Баллестерос | Кристиана Казакова | Танерелль |

### Подружки сезона
| Год  | Зима          | Весна           | Лето | Осень |
| ---- | ------------- | --------------- | ---- | ----- |
| 2021 | Изабела Гедеш | Хайле Лаутенбах | —    | —     |